# Владимир Тендряков
Владимир Тендряков е съветски сценарист, драматург и писател на произведения в жанра съвременен роман.

## Биография и творчество
Владимир Фьодорович Тендряков е роден на 5 декември 1923 г. в село Макаровская, РСФСР, СССР, в семейството на съдия, по-късно прокурор. През декември 1941 г. е мобилизиран в Червената армия, обучен е в школа за младши командили и става радист. Ранен е при Старинград, а после е ранен тежко през август 1943 г. при Харков и е демобилизиран през януари 1944 г. Работи като учител по военно дело, а после като секретар на райкома на Комсомола в Кировска област.
През 1945 г. се мести в Москва. Започва да учи в Държавния институт по кинематография, но по-късно се премества в Литературния институт „Максим Горки“, където завършва литература през 1951 г. Член е на Комунистическата партия от 1948 г. През 1964 г. става член на редакционната колегия на списание „Наука и религия“. Член на Съюза на писателите на СССР. През 1966 г. е един от 25-те писатели, които подписват писмо до Леонид Брежнев против реабилитацията на Сталин. Многократно се застъпва за преследвани дисиденти.
Започва да пише като студент в края на 40-те години. Става професионален писател през 1955 г. след първата вълна на десталинизация на Никита Хрушчов. Повечето от произведенията му са реалистични, остроконфликтни, справедливи и разглеждат проблемите за моралния избор на героите. На практика всичките му произведения се сблъскват със съветската цензура. Някои от тях са публикувани едва по време на Перестройката.
Владимир Тендряков умира от инсулт на 3 август 1984 г. на Москва, СССР.

## Произведения

### Романи и повести
- Падение Ивана Чупрова (1953)
- Среди лесов (1953)
- Ненастье (1954)
- Не ко двору (1954)
- Тугой узел (1956)
Стегнат възел, изд.: „Народна младеж“, София (1957), прев. Георги Джагаров
- Ухабы (1956)
- Чудотворная (1958)
Чудотворната, изд.: „Народна култура“, София (1961), прев. Страшимир Джамджиев
- За бегущим днём (1959)
- Суд (1960)
Съд, изд.: ИК „Хр. Г. Данов“, София (1962), прев. Елка Хаджиева
- Тройка, семёрка, туз (1961)
Тройка, седмица, асо, изд.: „Народна младеж“, София (1968), прев. Борис Мисирков
- Чрезвычайное (1961)
- Короткое замыкание (1962)
Късо съединение, изд.: „Профиздат“, София (1963), прев. Катя Койчева
- Путешествие длиной в век (1964)
- Свидание с Нефертити (1964)
- Находка (1965)
Находка, изд.: „Народна младеж“, София (1968), прев. Борис Мисирков
- Подёнка – век короткий (1965)
- Кончина (1968)
- Апостольская командировка (1969)
- Хлеб для собаки (1969)
- Шестьдесят свечей (1972)
Шейсет свещи, изд.: ИК „Хр. Г. Данов“, София (1982), прев. Здравка Петрова
- Весенние перевёртыши (1973)
Пролетно преобразяване, изд.: „Народна младеж“, София (1975), прев. Елка Хаджиева, Борис Мисирков
- Три мешка сорной пшеницы (1973)
Три чувала боклучива пшеница, изд.: „Народна култура“, София (1977), прев. Жела Георгиева
- Ночь после выпуска (1974)
Нощта след бала, изд.: ИК „Отечество“, София (1980), прев. Весела Сарандева
- На блаженном острове коммунизма (1974, публикуван 1988)
- Люди или нелюди (1975-1976, публикуван 1989)
- Затмение (1977)
- Расплата (1979)
Разплата, изд.: ИК „Хр. Г. Данов“, София (1982), прев. Здравка Петрова
- Покушение на миражи (1979-1982, публикуван 1987)
Посегателство срещу миражите, изд.: „Народна култура“, София (1990), прев. Бистра Цолова и др.
- Чистые воды Китежа (1986)

### Разкази
- Донна Анна (1969, публикуван 1988)
- Охота (1971, публикуван 1988)

### Пиеси
- Белый флаг (1962) – с К. Икаримов
- Совет да любовь (1973)

### Екранизации
- „Чужая родня“ (1955) – по „Не ко двору“, сценарий
- „Тугой узел“ (1957) сценарий, спрян и пресниман като „Саша вступает в жизнь“, през 1988 г. е пусната оригиналната версия на филма
- „Чудотворная“ (1960) – сценарий
- „49 дней“ (1962) – сценарий
- „Суд“ (1962) – сценарий
- „Весенние перевёртыши“ (1974) – сценарий
- „Житейское дело“ (1976)
- „Чёрный коридор“ (1988) – по „Шейсет свещи“.
- „Кончина“ (1989) – 3 серии
- „Находка“ (2015)